# سیارک ۳۹۱۱
سیارک ۳۹۱۱ (به انگلیسی: 3911 Otomo، نامگذاری:1940QB) سه هزار و نهصد و یازدهمین سیارک کشف شده‌است که در ۳۱ اوت ۱۹۴۰ و در هایدلبرگ کشف شد.
قدر مطلق سیارک برابر ۱۱٫۴۰ است.